# Малиновка (Довский сельсовет)
Малиновка (бел. Малінаўка) — деревня в Довском сельсовете Рогачёвского района Гомельской области Беларуси.

## География

### Расположение
В 37 км на северо-восток от районного центра и железнодорожной станции Рогачёв (на линии Могилёв — Жлобин), 96 км от Гомеля.

### Гидрография
На реке Долгая (приток реки Гутлянка).

## Транспортная сеть
Транспортные связи по просёлочной, затем автомобильной дороге Довск — Славгород). Жилые дома деревянные, усадебного типа, поставленные вдоль короткой, разделенной рекой широтной улицы.

## История
Основана в начале XX века переселенцами из соседних деревень. Наиболее активная застройка велась в 1920-е годы. В 1931 году жители вступили в колхоз. Во время Великой Отечественной войны 14 жителей погибли на фронте. Согласно переписи 1959 года в составе экспериментальной базы «Довск» (центр — деревня Довск).

## Население

### Численность
- 2004 год — 7 хозяйств, 8 жителей.

### Динамика
- 1959 год — 172 жителя (согласно переписи).
- 2004 год — 7 хозяйств, 8 жителей.